# Veronika Zemanová
Veronika Zemanová (České Budějovice, 14 april 1975) is een Tsjechisch fotomodel.

## Levensloop
In Praag werkte zij op 18-jarige leeftijd in de fotografie. Daarna richtte zij zich op een carrière als naaktmodel.
Haar oorspronkelijke artiestennaam was "Eva", maar wegens een productiefout werd haar ware naam per ongeluk gepubliceerd; sindsdien verliet zij haar pseudoniem. Zemanová is verschenen in een aantal fotoreportages in o.a. de Verenigde Staten en het Verenigd Koninkrijk (met name: Playboy Special Editions en Mayfair).
Zemanová trouwde in de herfst van 2003 met een man waarvan Zemanova kon zeggen "de eerste echte kerel die meer geeft om mijn hersens dan om mijn borsten."
In de eerste maanden van 2004 verliet Veronika de erotische fotografie. Haar manager sluit niet uit dat zij beschikbaar blijft voor mode-evenementen en film.

## Gepubliceerd inPlayboySpecial Editions
- Playboy's Voluptuous Vixens Vol. 5 September 2001 - cover.
- Playboy's Playmates in Bed Vol. 5 November 2001.
- Playboy's Book of Lingerie Vol. 84 March 2002.
- Playboy's Girls of Summer May 2002.
- Playboy's Voluptuous Vixens Vol. 6 August 2002.
- Playboy's Sexy 100 February 2003.
- Playboy's Vixens April/May 2005.

## Trivia
- In een ledenenquête van Danni.com in 2003 werd zij verkozen tot het op een na populairste model uit 350 bekende modellen. (Danni Ashe was nummer 1 op haar eigen site).
- Een Britse lowbudget filmkomedie, Zemanovaload (geregisseerd door Jayson Rothwell, 2005[1]), gaat over de obsessie van een jonge man (gespeeld door Ed Byrne) die besluit zijn ex-vriendin te vervangen door deze "meest gedownloade babe ter wereld" en alles in het werk stelt om haar te ontmoeten.
- Zemanová heeft ook, als zangeres, een cd(-single) uitgebracht, getiteld 'The Model'. Dit was een aangepaste coverversie van het gelijknamige nummer van de Duitse synthesizerband Kraftwerk. Het was de bedoeling deze plaat in het Verenigd Koninkrijk uit te brengen en er waren al promotie-opnames gemaakt (voor het Channel 4-programma 'Eurotrash'), maar Kraftwerk verbood de vertoning daarvan (naar het schijnt verbiedt Kraftwerk principieel vertoningen van alle covers van hun nummers - afgezien van Coldplay - nadat de Duitse hardrock-band Rammstein een parodie had gemaakt op 'The Model'.)